# Münchsteinach
Münchsteinach er en kommune i den mittelfrankiske Landkreis Neustadt an der Aisch-Bad Windsheim i den tyske delstat Bayern. Den er en del af Verwaltungsgemeinschaft Diespeck.

## Geografi
Kommunen ligger i den sydøstlige del af Naturpark Steigerwald cirka midtvejs mellem Würzburg og Nürnberg.

### Nabokommuner
Nabokommuner er (med uret, fra nord):
- Vestenbergsgreuth
- Uehlfeld
- Gutenstetten
- Diespeck
- Baudenbach
- Markt Taschendorf

### Inddeling
Kommunen består ud over Münchsteinach af landsbyerne:
| - Abtsgreuth - Altershausen - Mittelsteinach - Neuebersbach | - Pirkachshof - Undungsmühle - Weihermühle |